# Brudny glina (film 1997)
Brudny glina, inny tytuł Gangsterskie porachunki (ang. Gang Related) – amerykański film kryminalny z 1997 roku w reżyserii Jima Koufa. Zdjęcia kręcono w Los Angeles.

## Fabuła
Bohaterami filmu są dwaj skorumpowani i zdeprawowani policjanci – Divinci i Rodriguez. Na co dzień zajmują się handlem narkotykami. Podczas jednej z akcji, zabijają handlarza, a na drugi dzień dostają zadanie znalezienia sprawcy. Okazuje się, że denat był tajnym agentem DEA. Aby uniknąć odpowiedzialności za swój czyn postanawiają kogoś wrobić.
Film poświęcony pamięci Tupaca Shakura.

## Obsada
- James Belushi jako det. Frank Divinci
- Tupac Shakur jako det. Jake Rodriguez
- Lela Rochon jako Cynthia Webb
- Dennis Quaid jako Joe Doe
- James Earl Jones jako Arthur Baylor
- David Paymer jako Elliot Goff
- Wendy Crewson jako Helen Eden

## Ścieżka dźwiękowa
Ścieżka dźwiękowa powstała do filmu została wydana 7 października 1997 roku. Została wydana nakładem wytwórni Death Row Records oraz Priority Records.